# Oligotroof elzenbroek met veenmossen
Het oligotroof elzenbroek met veenmossen is een karteringseenheid in de Biologische Waarderingskaart (BWK) van Vlaanderen en het Brussels Hoofdstedelijk Gewest met als code 'vo'.
In de vegetatiekunde wordt dit biotoop vertegenwoordigd door twee sub-associaties, het vochtig berken-zomereikenbos en de sub-associatie met veenmossen van het moerasvaren-elzenbroek.
Het oligotroof elzenbroek met veenmossen staat gewaardeerd als 'Biologisch zeer waardevol'.

## Naamgeving, etymologie en codering
- BWK-code: vo
- Syntaxoncode (Nederland): 39Aa01b Moerasvaren-elzenbroek, sub-associatie met veenmossen (Thelypterido-Alnetum sphagnetosum) en 42Aa01d Vochtig berken-zomereikenbos (Betulo-Quercetum roboris molinietosum)

## Kenmerken
Oligotrofe elzenbroeken met veenmossen komen voor op natte tot zeer natte standplaatsen op voedselarme zand- en zandleembodems. 

### Soortensamenstelling
De boomlaag wordt net als die van het elzenbroek gedomineerd door zwarte els en/of zachte berk en de struiklaag bevat eveneens geoorde en grauwe wilg. in tegenstelling tot het elzenbroek is de moslaag echter zeer goed ontwikkeld met diverse soorten veenmossen.
Voor een compleet overzicht van de indicatieve soorten, zie de sub-associaties moerasvaren-elzenbroek, sub-associatie met veenmossen en het vochtig berken-zomereikenbos.

## Verspreiding en voorkomen
Oligotrofe elzenbroeken met veenmossen worden praktisch enkel aangetroffen in de Kempen, voornamelijk in Midden-Limburg en het zuidelijk deel van de Hoge Kempen. Daarbuiten vinden we het plaatselijk in het Vorsdonkbos in de Demervallei, het Walenbos in het Hageland, in de Zandstreek en in het Waaslandse Krekengebied.